# Piaye River
Der Piaye River ist ein Fluss auf der Karibikinsel St. Lucia.

## Geographie
Der Fluss entspringt im Hochland des Quarters Laborie im Gebiet Saltibus und verläuft in südlicher Richtung. Er mündet bei Piaye (Sapphire) ins Karibische Meer.
Die benachbarten Flüsse sind die Grande Rivière de l’Anse Noire und (im Quellgebiet) die Ravine Rozette im Osten und im Westen der kurze Balembouche River sowie der Doree River.
Am Oberlauf des Piaye River liegt der Wasserfall Cozy Falls, sowie die Wasserfälle La Haut Waterfall, Darban Highfalls und Darban Three Waterfalls an Quellbächen weiter nördlich.